# Lenient Obia
Lenient Obia (sinh ngày 1 tháng 8 năm 1977) là một cựu vận động viên bơi lội người Nigeria, chuyên về các sự kiện ngửa. Obia đủ điều kiện thi đấu bơi ngửa 100 m nữ tại Thế vận hội Mùa hè 2004 ở Athens, bằng cách nhận được một vị trí Quốc tế từ FINA, trong thời gian nhập cảnh 1:09,69. Cô đã đứng đầu về sức nóng đầu tiên chống lại Ana Galindo và Turelenistan của Yelena Rojkova trong 1: 09,95, chỉ mất 0,26 giây trong thời gian nhập cảnh. Obia thất bại trong trận bán kết, khi cô xếp thứ ba mươi chín trong vòng sơ khảo.